# Cattedrale di Katowice
L'arcicattedrale di Cristo Re (in polacco: Archikatedra Chrystusa Króla w Katowicach) è il principale luogo di culto della città di Katowice, in Polonia, sede vescovile dell'omonima arcidiocesi.